# Списак епизода серије Лако је Ралету

Лако је Ралету је српска телевизијска серија која је премијерно почела са емитовањем од 30. јануара 2023. године на каналу РТС 1. За сада броји 1 сезону и 40 епизода.

## Преглед
| Сезона | Сезона | Епизоде | Епизоде | Оригинално емитовање | Оригинално емитовање | Оригинално емитовање |
| Сезона | Сезона | Епизоде | Епизоде | Премијера            | Финале               | Мрежа                |
| ------ | ------ | ------- | ------- | -------------------- | -------------------- | -------------------- |
|        | 1.     | 40      | 40      | 30. јануар 2023.     | 29. март 2023.       | РТС 1                |